# Franciszek Łyp
Franciszek Feliks Łyp (ur. 7 kwietnia 1888 w Jaworznie, zm. 24 września 1971 w Brwinowie) – polski urzędnik, publicysta, podróżnik.

## Życiorys
Ukończył gimnazjum i studia ekonomiczno-handlowe na UJ i Akademii Handlowej w Krakowie. Uczestnik pierwszych amatorskich rozgrywek futbolowych na Błoniach Krakowskich (1904–1906).
W 1913 r. wyjechał do Brazylii. W Paranie był nauczycielem w polskim gimnazjum i działał społecznie wśród osadników, popularyzując równolegle wiedzę rolniczą i idee niepodległościowe. W 1919 r. w Ponta Grossa, był wydawcą i redaktorem polskiego tygodnika „Świt” głoszącego poglądy obozu niepodległościowego.
W 1920 r. zorganizował kilkumiesięczny objazd wizytacyjny po Paranie dla Kazimierza Głuchowskiego, posła powstałego w Kurytybie pierwszego konsulatu polskiego. Wraz z kilkoma działaczami bezinteresownie utworzył dla polskich osadników, kolonię Amola Faca. W 1923 r. w Kurytybie wydał poradnik dla rolników pt. O immunizowaniu zboża wskazujący sposób do walki z plagą szkodników w gorącym klimacie,.
W 1926 r. na krótko powrócił do Polski, a w latach 1927–1928 pracował w konsulacie RP w Rotterdamie (Holandia).
Od XII 1928 do VIII 1929 był kierownikiem ekspedycji Naukowego Instytutu Emigracyjnego do Angoli, z zadaniem zbadania możliwości prowadzenia zorganizowanego osadnictwa dla polskiego wychodźstwa rolniczego, na terenach kolonizowanych przez rząd Portugalii. W 1930 r. wydał książkę pt. Wysoki płaskowyż Angoli omawiająca stosunki gospodarcze, klimatyczne i rolnicze jako warunkujące osadnictwo. Ponadto wygłosił na terenie całej Polski ponad sto odczytów na temat możliwości osadniczych w Angoli i Brazylii, a także wydał książkę o tematyce ekonomiczno-geograficznej pt. Brazylia – Kraj, ludzie, stosunki.
W 1931 r. podjął pracę w Ministerstwie Przemysłu i Handlu zajmując się tematyką zorganizowanego wychodźstwa na przygotowane tereny zamorskie, dla rolników zmuszonych do emigracji przez ówczesny głęboki kryzys gospodarczy panujący Polsce.
Równocześnie przez 6 lat intensywnie działał w Zarządzie Głównym Ligi Morskiej i Kolonialnej oraz prowadził dział kolonialny w miesięczniku „Morze i Kolonie”, a w 1935 r. opublikował krótki zarys monograficzny Republika murzyńska Liberia.
W 1931 r. ożenił się z Marią Tetzlaffówną, a w r. 1933 urodził mu się syn Bohdan.
Od roku 1934 pracował w Gdyni w przedsiębiorstwie „Żegluga Polska”. W październiku 1939 r. został zmuszony przez Niemców do natychmiastowego opuszczenia swojego mieszkania w Gdyni i wysiedlony do Łowicza w Generalnym Gubernatorstwie. W tym też czasie Niemcy, zniszczyli w drukarni cały nakład książki autorstwa Franciszka Łypa pt. Afryka – rozwój kontynentu pod wpływem Europejczyków stanowiącej monografię ekonomiczno-gospodarczą.
Od 1945 r. mieszkał na Śląsku, będąc pozbawiony przez reżim PRL możliwości kontaktów z zagranicą. Przechodząc na emeryturę w 1960 r. osiadł w Brwinowie k. Warszawy, gdzie zmarł 24 września 1971 r.

## Publikacje
- O immunizowaniu zboża, Kurytyba 1923.
- Ekspedycja do Angoli, „Morze” 1929, nr 4–5, s. 34–36.
- Wysoki płaskowyż Angoli : sprawozdanie kierownika ekspedycji polskiej do Angoli w roku 1929, Warszawa 1930.
- Wiadomości o wysokim płaskowyżu Angoli, Warszawa 1931.
- Projekt osadnictwa żydowskiego w Angoli, „Morze” 1934 nr 2, s. 23.
- Republika Murzyńska – Liberja (krótki zarys monograficzny), „Sprawy Morskie i Kolonialne”, 1935, z. 2, s. 92–113.

## Ordery i odznaczenia
- Krzyż Niepodległości (4 listopada 1933)[23]
- Krzyż Kawalerski Orderu Odrodzenia Polski (10 listopada 1933)[24]